# 이르지 마들

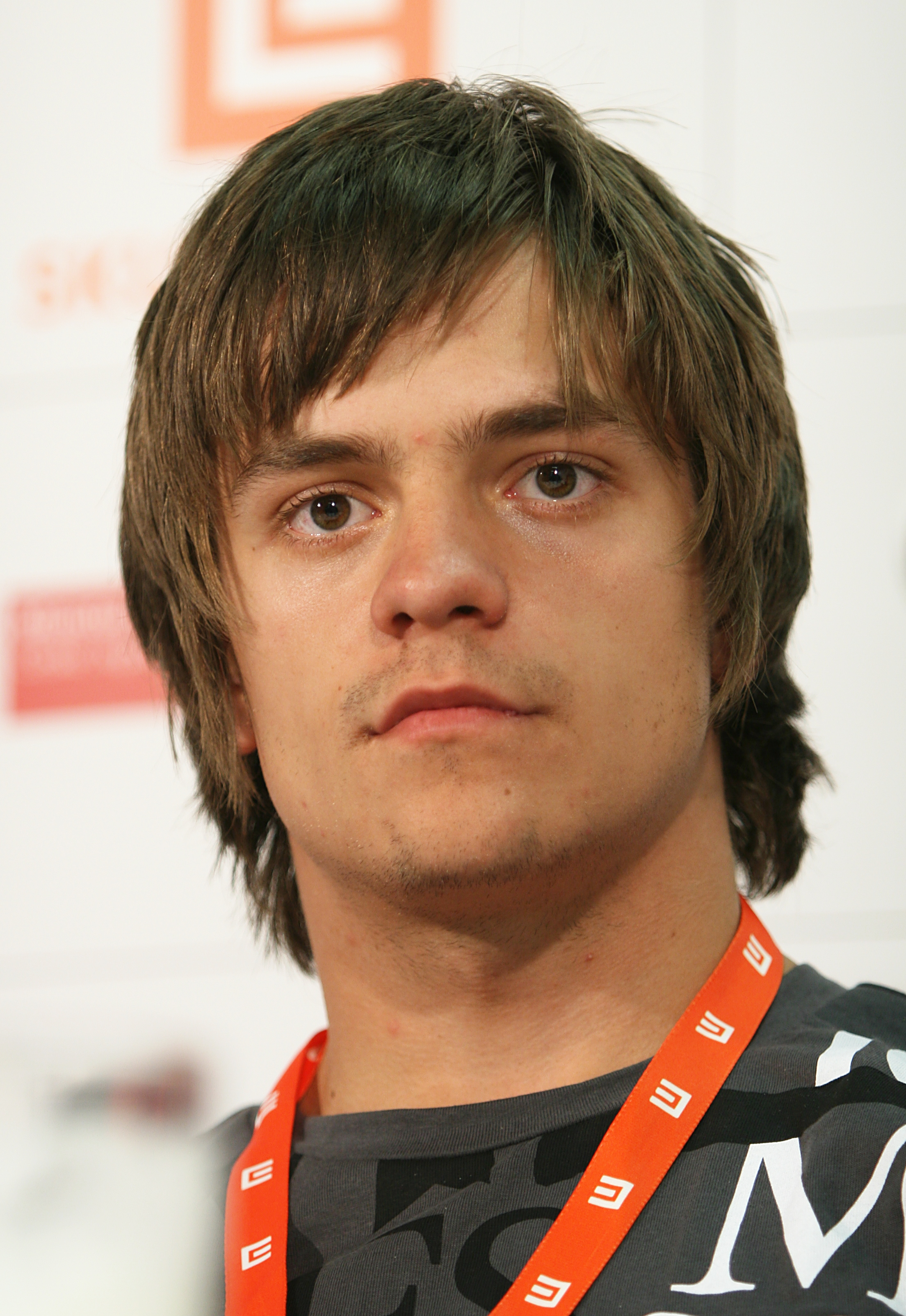

이르지 마들(Jiří Mádl, 1986년 10월 23일 ~ )은 체코의 배우이다.
체스케부데요비체에서 태어났다.

## 영화
- 온 더 루프 (2019년)
- 모차르트: 프라하의 서곡 (2017년)
- 더 울프 프롬 로얄 빈야드 스트릿 (2016년)
- 리다 바로바 (2016년)
- 피프티 (2015년)
- 프라하 캔즈 (2014년)
- 바다를 보다 (2014년)
- 포 선즈 (2012년) - 제리 역
- 칸피단트 (2012년) - 애덤 역
- 공주 구출 작전 (2009년)
- 바토리 (2008년)
- 밤 올빼미 (2008년)
- 그라피티 (2007년)
- 악어 길들이기 (2006년)
- 래프터스 (2006년)